# Hot R&B/Hip-Hop Songs
Hot R&B/Hip-Hop Songs ist eine Musikcharts-Aufstellung in den Vereinigten Staaten, die wöchentlich vom Magazin Billboard veröffentlicht wird. Diese Hitliste ist eine der beliebtesten in den Vereinigten Staaten. Die Rangliste basiert auf einer Messung von Radio-Airplay, Verkaufsdaten und Musikstreaming-Aktivitäten. Ursprünglich wurden 100 Singles aufgelistet, im Oktober 2012 wurde die Hitliste jedoch auf 50 gekürzt.
Die Hitliste wird verwendet, um den Erfolg von populären Musikstücken in städtischen oder hauptsächlich afroamerikanischen Veranstaltungsorten zu verfolgen. Über die Jahre hinweg war sie von Jazz, Rhythm and Blues, Doo Wop, Rock ’n’ Roll, Soul und Funk dominiert, heute herrschen Contemporary R&B und Hip-Hop vor. Seit ihrer Gründung hat die Hitliste seinen Namen mehrmals geändert, um die Musikindustrie zu der Zeit genau wiederzugeben.

## Geschichte
Zwischen 1948 und 1955 wurden zwei separate Chartlisten für Bestseller- und Juke-Box-Singles veröffentlicht und 1955 wurde eine dritte Kategorie hinzugefügt, die Jockeys-Hitliste, die auf Radio-Airplay basierte. Diese drei Hitlisten wurden im Oktober 1958 zu einer einzigen R&B-Hitliste zusammengefasst.
Vom 30. November 1963 bis zum 23. Januar 1965 gab es keine Single-Charts. Die Charts wurden Ende 1963 eingestellt, als Billboard es angesichts des Aufstiegs von Motown als unnötig ansah. Die Hitliste wurde mit der Ausgabe vom 30. Januar 1965 als „Hot Rhythm and Blues Singles“ wieder aufgenommen, als Unterschiede im Musikgeschmack der beiden Zielgruppen, die zum Teil durch die British Invasion 1964 verursacht wurden, als ausreichend angesehen wurden, um sie wieder einzuführen.
Ab dem 23. August 1969 wurden Rhythmus und Blues durch „Soul“ ersetzt und die Tabelle in „Best Selling Soul Singles“ umbenannt. Die Umbenennung erfolgte durch eine redaktionelle Entscheidung von Billboard, wonach der Begriff „Soul“ genauer auf das „breite Spektrum an Liedern und Instrumentenmaterial zurückzuführen ist, das vom musikalischen Genie des schwarzen Amerikaners herrührt“. Ende Juni 1982 wurde die Hitliste in „Black Singles“ umbenannt, da die Musik, die Afroamerikaner kauften und hörten, eine „größere stilistische Vielfalt als der Soul-Sound“ der frühen 1970er Jahre aufwies. Black Singles galt als akzeptabler Begriff für Pop-, Funk- und frühe Rap-Musik, die in städtischen Gemeinden beliebt war.
R&B wurde 1990 im Namen wieder aufgenommen und Hip-Hop wurde in der Ausgabe vom 11. Dezember 1999 zum Titel hinzugefügt, als Billboard den Namen in „Hot R&B/Hip-Hop Singles & Tracks“ änderte. Kurz nach dieser Zeit war der Crossover von R&B-Titeln in Pop-Charts so bedeutend, dass alle Top-Ten-Songs in den Billboard-Hot-100-Charts am 11. Oktober 2003 von schwarzen Künstlern stammen. Der Titel wurde am 30. April 2005 auf „Hot R&B/Hip-Hop-Songs“ gekürzt. Die Chart-Methodik wurde ab der Ausgabe vom 20. Oktober 2012 geändert und an die des Billboard Hot 100 angepasst, einschließlich digitaler Downloads und Streaming-Daten (R&B-/Hip-Hop-Digital-Songs) und deren Kombination mit der Ausstrahlung von R&B- und Hip-Hop-Songs in allen Radioformaten (R&B/Hip-Hop Airplay), um die Position der Single zu bestimmen, wobei die Tabelle ebenfalls auf 50 Positionen verkürzt wurde.
| Bezeichnungen                 | Bezeichnungen                    |
| Zeitraum                      | Bezeichnung                      |
| ----------------------------- | -------------------------------- |
| Oktober 1942 – Februar 1945   | The Harlem Hit Parade            |
| Februar 1945 – June 1949      | Race Records                     |
| June 1949 – October 1958      | Rhythm & Blues Records           |
| Oktober 1958 – Oktober 1962   | Hot R&B Sides                    |
| November 1962 – November 1963 | Hot R&B Singles                  |
| November 1963 – January 1965  | Keine Charts veröffentlicht      |
| January 1965 – August 1969    | Hot Rhythm & Blues Singles       |
| August 1969 – Juli 1973       | Best Selling Soul Singles        |
| Juli 1973 – June 1982         | Hot Soul Singles                 |
| June 1982 – Oktober 1990      | Hot Black Singles                |
| Oktober 1990 – January 1999   | Hot R&B Singles                  |
| January 1999 – Dezember 1999  | Hot R&B Singles & Tracks         |
| Dezember 1999 – April 2005    | Hot R&B/Hip-Hop Singles & Tracks |
| seit April 2005               | Hot R&B/Hip-Hop Songs            |

## Rekorde

### Meiste Zeit auf Platz eins

#### 20 Wochen
- Lil Nas X feat. Billy Ray Cyrus – Old Town Road (2019)[12]

#### 18 Wochen
- Joe Liggins – The Honeydripper (1945)[4]
- Tympany Five – Choo Choo Ch’Boogie (1946)[4]
- Drake feat.  Wizkid and  Kyla (Sängerin, 1983) – One Dance (2016)[13]

#### 17 Wochen
- Tympany Five – Ain’t Nobody Here but Us Chickens (1947)[4]

#### 16 Wochen
- Lionel Hampton – Hey! Ba-Ba-Re-Bop (1946)[4]
- / Robin Thicke feat.  T.I. and  Pharrell Williams – Blurred Lines (2013)[14]

#### 15 Wochen
- Erskine Hawkins – Don’t Cry Baby (1943)[4]
- Tympany Five – Boogie Woogie Blue Plate (1947)[4]
- Paul Williams and his Hucklebuckers – The Hucklebuck (1949)[4]
- Charles Brown – Black Night (1951)[4]
- The Dominoes – Sixty Minute Man (1951)[4]
- Guitar Slim – The Things That I Used to Do (1951)[4]
- Deborah Cox – Nobody’s Supposed to Be Here (1998/99)[14]
- Mariah Carey – We Belong Together (2005)[14][15]
- Jamie Foxx feat. T-Pain – Blame It (2009)[14]
- Maxwell – Pretty Wings (2009)[14]
- Rihanna – Diamonds (2012/13)[14]
- Macklemore & Ryan Lewis feat. Wanz – Thrift Shop (2013)[14]
- Wiz Khalifa feat. Charlie Puth – See You Again (2015)[16]

### Meiste Wochen in den Charts

#### 75 Wochen
- Mary J. Blige – Be Without You (2005)[17]

#### 74 Wochen
- Mary Mary – God in Me (2009)[18]

#### 73 Wochen
- K’Jon – On the OceanMe (2009)[19]

#### 71 Wochen
- Usher – You Make Me Wanna… (1997)[20]
- Usher – There Goes My Baby (2010)

#### 70 Wochen
- R. Kelly – Step in the Name of Love (2003)[21]

### Künstler mit den meisten Nummer-eins-Hits
| Single | Künstler        | Einzelnachweis |
| ------ | --------------- | -------------- |
| 20     | Aretha Franklin | [ 22 ]         |
| 20     | Stevie Wonder   | [ 22 ]         |
| 19     | Drake           | [ 23 ]         |
| 17     | James Brown     | [ 22 ]         |
| 16     | Janet Jackson   | [ 24 ]         |
| 15     | The Temptations | [ 25 ]         |